# When I Get Home
When I Get Home (englisch für Wenn ich nach Hause komme) ist ein Lied der britischen Band The Beatles, das 1964 auf ihrem dritten Album A Hard Day’s Night veröffentlicht wurde. Komponiert wurde es von John Lennon und Paul McCartney und unter der Autorenangabe Lennon/McCartney veröffentlicht.

## Hintergrund
When I Get Home basiert hauptsächlich auf den musikalischen Ideen von John Lennon. Das Lied wurde nicht für den Film  A Hard Day’s Night verwendet, obwohl es auf dem gleichnamigen Studioalbum befindet. Das Lied wurde von Motown und ins besondere von Wilson Pickett beeinflusst.
When I Get Home wurde nicht in das Live-Repertoire der Gruppe im Jahr 1964 aufgenommen.

## Aufnahme
When I Get Home wurde am 2. Juni 1964 in den Londoner Abbey Road Studios (Studio 2) mit dem Produzenten George Martin aufgenommen. Norman Smith war der Toningenieur der Aufnahmen. Die Band nahm insgesamt elf Takes auf, wobei der 11. Take auch für die finale Version verwendet wurde. Am 2. Juni wurden als weitere Lieder Things We Said Today und Any Time at All eingespielt.
Die Abmischung des Liedes erfolgte am 22. Juni 1964 in Mono und Stereo. Am 22. Juni 1964 wurde ebenfalls eine spezielle Monoabmischung für die USA hergestellt, bei der das Klavier in den Vordergrund gemischt wurde. Eine weitere Monoabmischung, die am 4. Juni entstand, wurde nicht verwendet.
Besetzung
- John Lennon: Rhythmusgitarre, Gesang
- Paul McCartney: Bass, Klavier, Hintergrundgesang
- George Harrison: Leadgitarre, Hintergrundgesang
- Ringo Starr: Schlagzeug

Während der Aufnahmen am 2. Juni 1964 war der 17-jährige Ken Scott für die Tonbandgeräte verantwortlich. Die Tonbandgeräte befanden sich im Korridor und nicht im Kontrollraum, sodass Scott über eine Lautsprecheranlage Anweisungen von George Martin entgegennahm. Laut Aussage von Ken Scott verstand er bei der Aufnahme von When I Get Home die Anweisung von Martin ‚Home‘, sodass er davon ausging, dass die Aufnahmen beendet seien. Ken Scott schaltete die Tonbandmaschinen aus und zog sich seine Jacke an, um nach Hause zu gehen. Auf dem Korridor traf er dann George Martin, der ihn fragte, ob die Aufnahmebänder für When I Get Home bereit seien. Darauf kehrte Scott schnell um, schaltete die Aufnahmegeräte wieder an und tat so, als ob es kein Missverständnis gegeben hätte.

## Veröffentlichungen
- Am 9. Juli 1964 erschien in Deutschland das vierte Beatles-Album A Hard Day’s Night, hier hatte es den Titel: Yeah! Yeah! Yeah! A Hard Day’s Night, auf dem When I Get Home enthalten ist. In Großbritannien wurde das Album am 10. Juli 1964 veröffentlicht, dort war es das dritte Beatles-Album.
- In den USA wurde When I Get Home auf dem dortigen fünften Album Something New am 20. Juli 1964 veröffentlicht.
- In Großbritannien erschien am 6. November 1964 die EP Extracts from the Album A Hard Day’s Night, auf der sich When I Get Home befindet.

## Coverversionen (Auswahl)
- Yellow Matter Custard: One Night In New York City [1]
- Tony Visconti & Alejandro Escovedo: When I Get Home [2]